# Crête
Pour les articles homonymes, voir Crete.

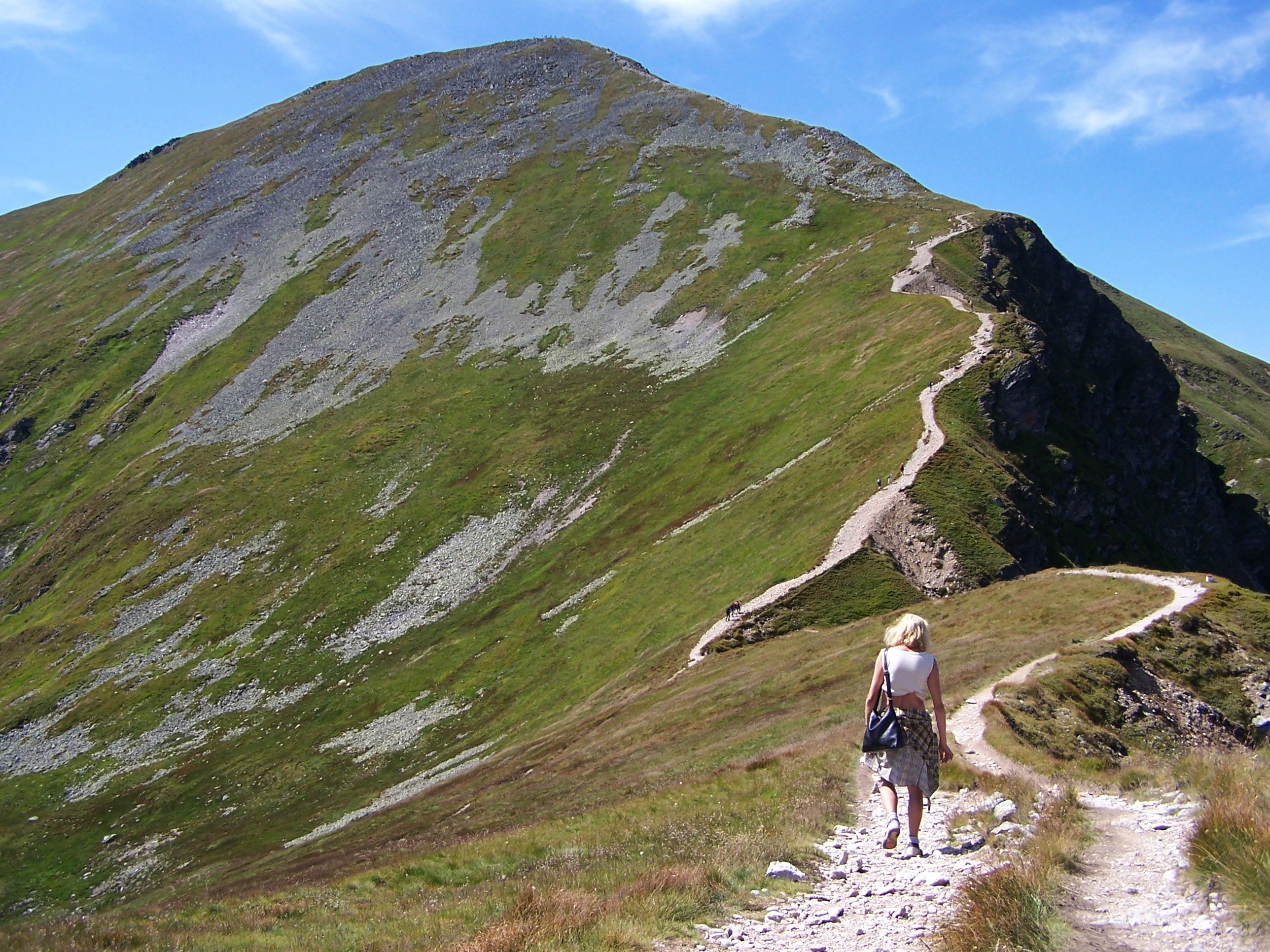
La ligne de crête peut se matérialiser par un chemin de crête qui, pour le randonneur, est souvent le chemin le moins fatigant, à défaut d'être le plus court, et comporte le plus d'agrément.

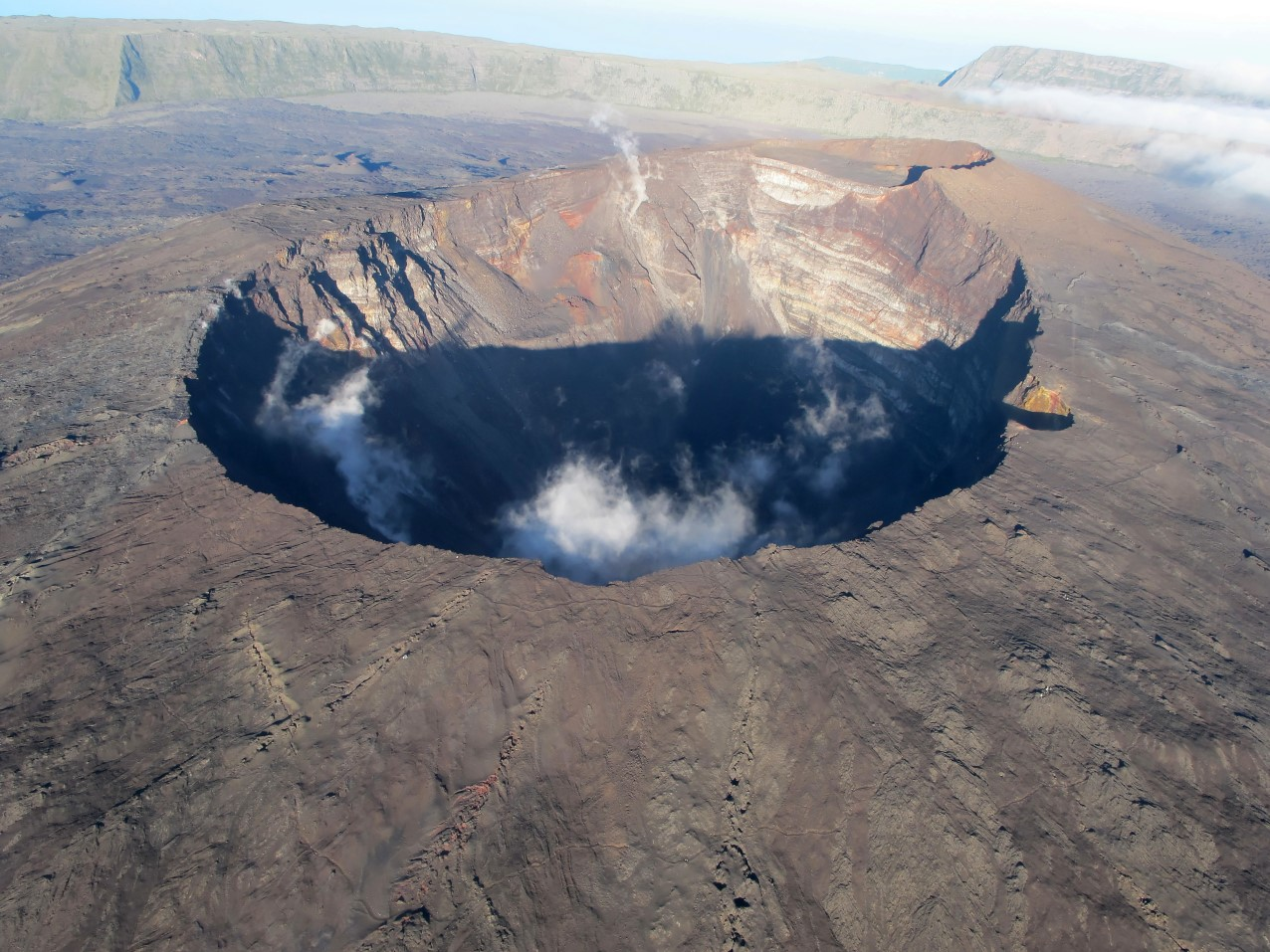
Ligne de crête circulaire du cratère Dolomieu du piton de la Fournaise sur l'île de La Réunion en 2009.

En géomorphologie, une crête est une ligne de points hauts d'un relief séparant deux versants opposés. Par exemple : la crête, ou la ligne de crête, d'une montagne dans un massif. Ses côtés s'éloignent en descendant du sommet souvent étroit : la pente du terrain s'inverse transversalement à la ligne de crête. L'inverse d'une crête est un talweg.

## Types
Il existe plusieurs types principaux de crêtes :
- crête d'érosion : formée sur des roches légèrement plus résistantes à l'érosion (exemple : crête appalachienne), c'est le type de crête le plus fréquent, changeant souvent d'orientation ;
- crête stratigraphique : située sur la ligne sommitale peu érodée d'un anticlinal, elle est plutôt longue et rectiligne ; exemple : le crêt de la Neige dans le massif du Jura ;
- crête de cratère volcanique / de caldeira ou d'impact (ex : de météorite) : circulaire et asymétrique forment généralement de grands cratères d'impact bordés de crêtes circulaires.
- crête de faille ou de surrection tectonique : avec un escarpement linéaire ;
- crête dunaire : asymétrique et ondulante ;
- crête de moraine glaciaire ou esker : mince, longue et rocheuse formée par l'érosion glaciaire ;
- crête de dorsale océanique : très longue mais souvent avec relativement peu de dénivelée.